# Matej Jonjić
Matej Jonjić (pronunciación en croata: [mǎtej jǒːɲitɕ]; Split, 29 de enero de 1991) es un futbolista croata. Juega de defensa en el Tochigi City F. C. de la J3 League. Fue internacional en las categorías inferiores de su país natal, desde la sub-16 hasta la sub-19.

## Carrera
Matej Jonjić es otro fruto de las divisiones inferiores del Hajduk Split. Sin embargo, fue cedido a NK Zadar en junio de 2009 para realizar su debut profesional en dicha institución; disputó 13 partidos en el Zadar antes de regresar a Hajduk en enero de 2010. Posteriormente apareció en 2 cotejos para Hajduk en la segunda parte de la temporada 2009–10. Después de participar en sólo siete juegos en el año siguiente, Jonjić fue prestado a Zadar en junio de 2011 por segunda vez.

## Trayectoria

### Clubes
| Club                       | País          | Año       |
| -------------------------- | ------------- | --------- |
| H. N. K. Hajduk Split      | Croacia       | 2009-2015 |
| N. K. Zadar (préstamo)     | Croacia       | 2009-2010 |
| N. K. Zadar (préstamo)     | Croacia       | 2011-2012 |
| N. K. Osijek (préstamo)    | Croacia       | 2014      |
| Incheon United             | Corea del Sur | 2015-2016 |
| Cerezo Osaka               | Japón         | 2017-2021 |
| Shanghái Greenland Shenhua | China         | 2021      |
| Cerezo Osaka               | Japón         | 2022-2023 |
| Incheon United             | Corea del Sur | 2024      |
| Tochigi City F. C.         | Japón         | 2025-     |

### Selección nacional
| Selección | País    | Año       |
| --------- | ------- | --------- |
| Sub-16    | Croacia | 2007      |
| Sub-17    | Croacia | 2007-2008 |
| Sub-18    | Croacia | 2009      |
| Sub-19    | Croacia | 2008-2010 |

## Palmarés

### Títulos nacionales
| Título             | Club                  | País    | Año  |
| ------------------ | --------------------- | ------- | ---- |
| Copa de Croacia    | H. N. K. Hajduk Split | Croacia | 2010 |
| Copa de Croacia    | H. N. K. Hajduk Split | Croacia | 2013 |
| Copa J. League     | Cerezo Osaka          | Japón   | 2017 |
| Copa del Emperador | Cerezo Osaka          | Japón   | 2017 |
| Supercopa de Japón | Cerezo Osaka          | Japón   | 2018 |